# 62 Andromedae
62 Andromedae (c Andromedae) é uma estrela na direção da Andromeda. Possui uma ascensão reta de 02h 19m 16.85s e uma declinação de +47° 22′ 48.0″. Sua magnitude aparente é igual a 5.31. Considerando sua distância de 255 anos-luz em relação à Terra, sua magnitude absoluta é igual a 0.84. Pertence à classe espectral A1V.